# Čotky

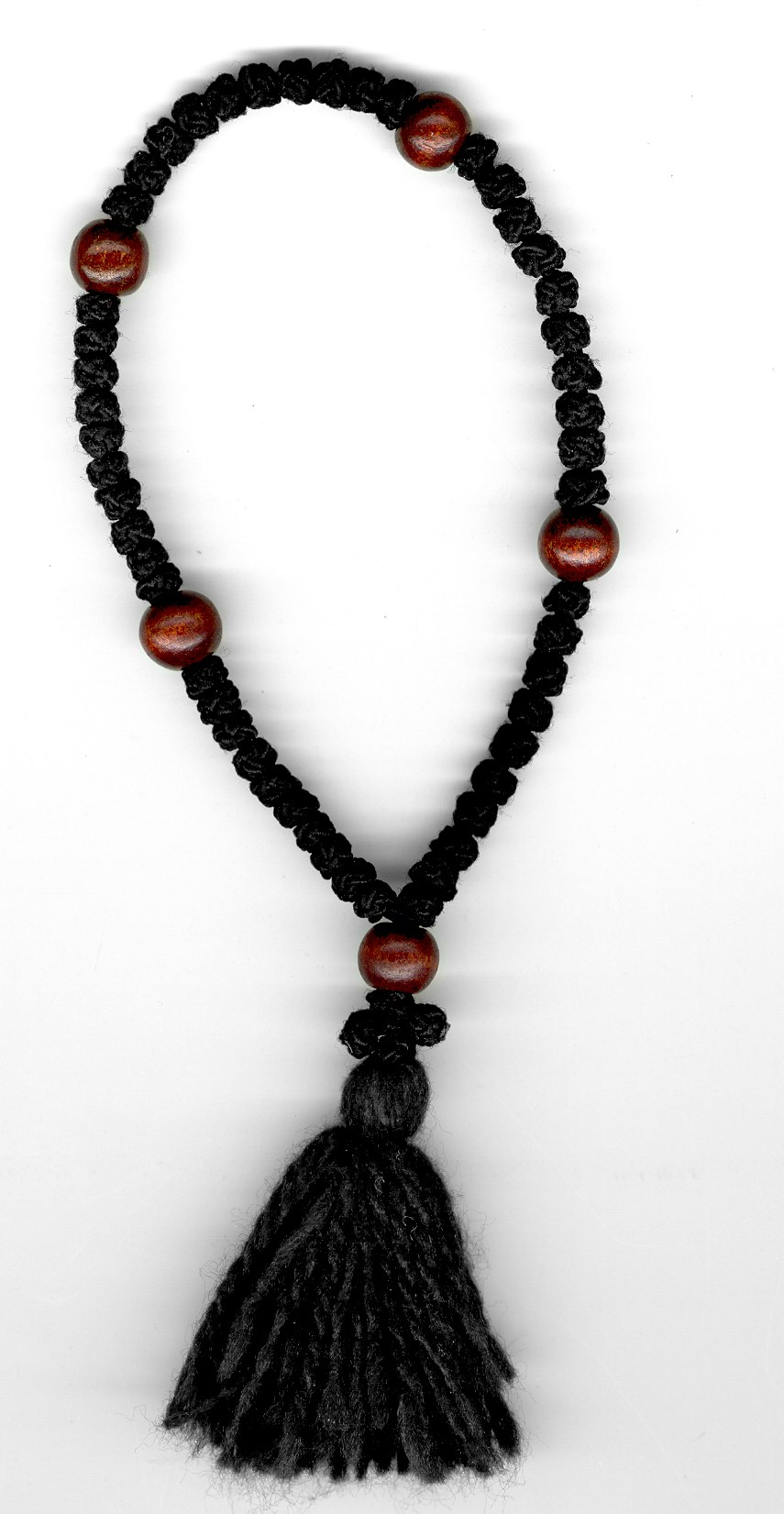
Čotky (komboskini) s 50 uzlíky a 5 dřevěnými korálky.

Čotky (řecky: κομποσκοίνι, komboskiny; rusky: чётки, čotky; rumunsky: metany / metanyjer; makedonsky a srbsky: бројаница, brojanica; bulharsky: броеница, brojanica) jsou modlitební náramek podobný růženci, většinou vyráběný z vlny nebo hedvábí.
Čotky jsou součástí spirituality východního křesťanství a jsou používány mnichy (ale i laickými věřícími) jako pomůcka k Ježíšově modlitbě. Využívat se mohou i při jiných modlitbách.

## Popis

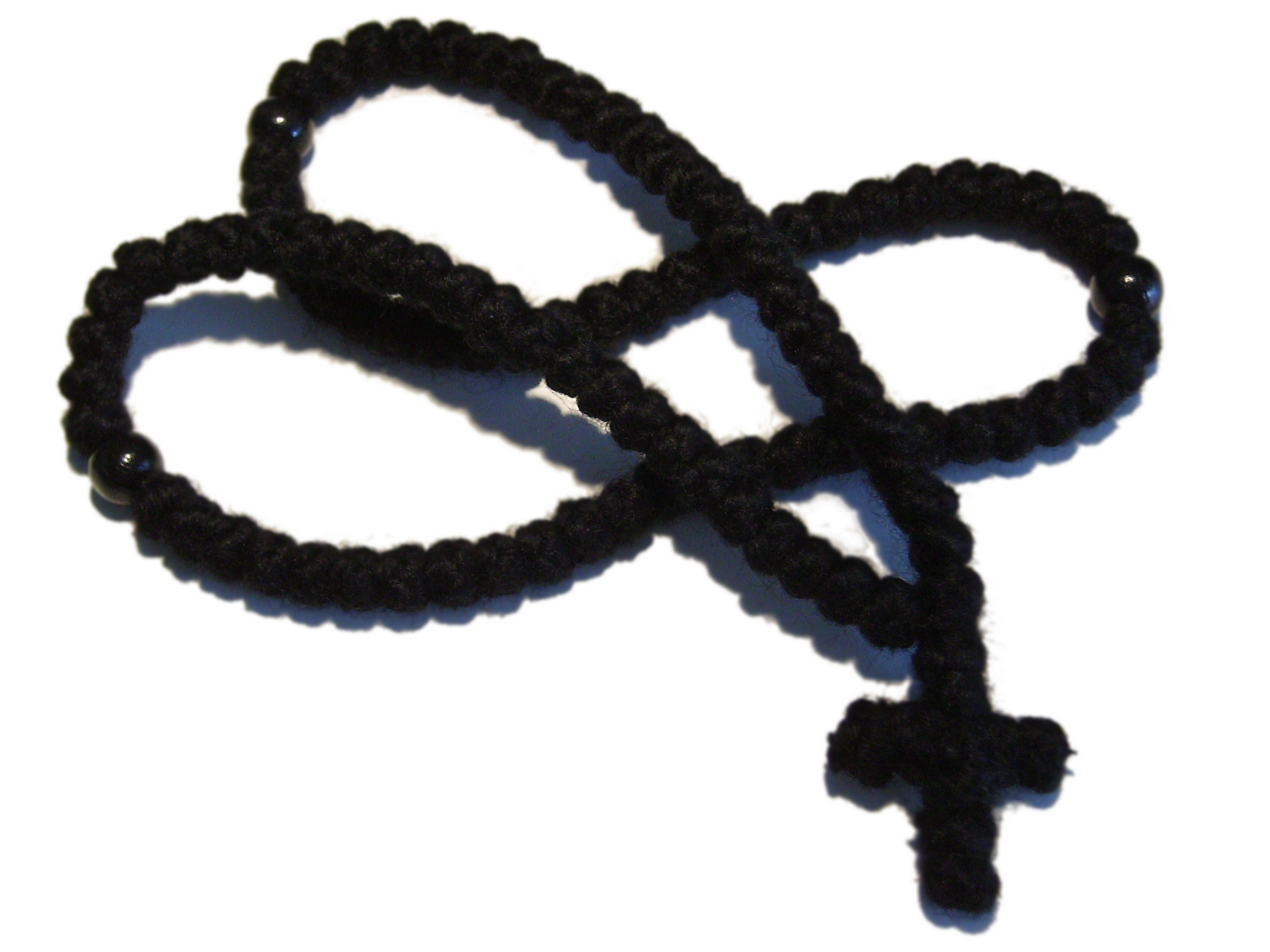
Jednoduché čotky bez střapce.

Tradiční čotky mají 100 uzlíků, vyskytují se však i menší typy o 50 nebo 33 uzlících, které se dnes také používají. Existují dokonce i miniaturní čotky s 10 uzlíky, které se nosí na prstě. Poustevníci a mniši žijící v celách používají zpravidla čotky se 300 nebo 500 uzlíky.
V místě, kde je šňůrka svázána, se zpravidla nachází kříž a v určitých rozestupech mohou být na čotkách korálky (většinou na každém 10. nebo 25. uzlíku), aby usnadnily počítání. Delší čotky bývají často opatřeny střapcem na konci křížku; využívají se k sušení slz pokání, které často modlící se roní za své hříchy. Střapec také připomíná slávu nebeského Království, do kterého lze vstoupit pouze cestou nesení kříže.
Čotky se tradičně vyrábějí z vlny (odkaz na "stádo Boží"), v současnosti se však používají i jiné materiály. Tradiční barva čotek je černá (černá symbolizuje smutek za hříchy). Korálky jsou zpravidla červené, symbolizují krev Krista a mučedníků. Najdeme však i čotky a korálky v jiných barevných variantách.
Přestože se čotky vyrábí většinou v monastýrech, laici je mohou vyrábět také. Aby byly vyrobeny správně, člověk vyrábějící čotky by měl být čisté víry, zbožného života a při výrobě se celou dobu modlit Ježíšovu modlitbu.
Podle srbské tradice by se měly čotky s 33 uzlíky nosit na levé ruce a při modlitbě držet mezi palcem a ukazovákem pravé ruky. 33 uzlíků symbolizuje věk Ježíše Krista, ve kterém zemřel

## Použití

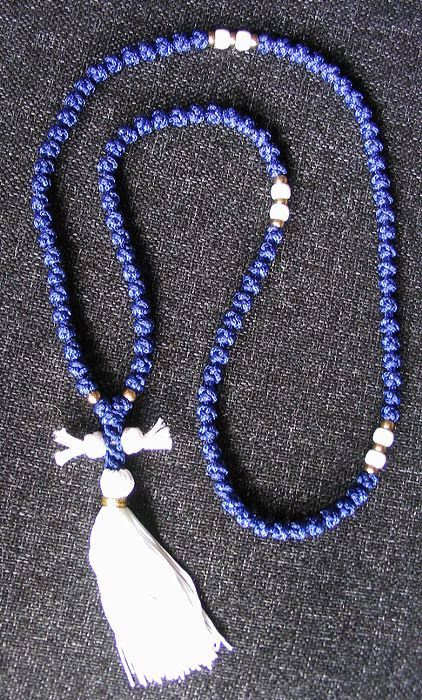
Řecké komboskini se 100 uzlíky.

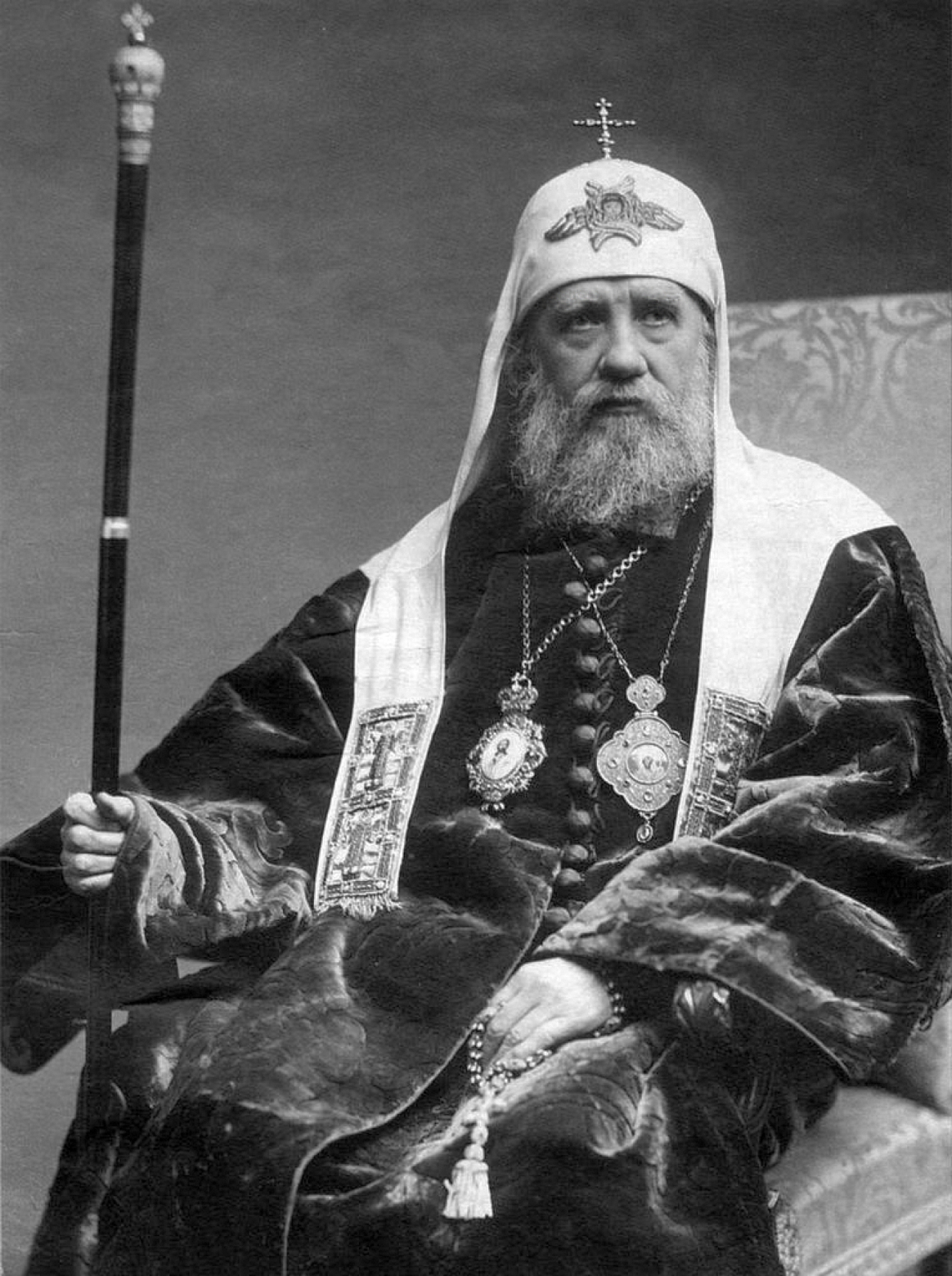
Svatý Tichon Moskevský oblečen do mnišského oděvu jako patriarcha Moskvy a celé Rusi s bílými čotkami

Při modlitbě se čotky zpravidla drží v levé ruce, aby pravá mohla činit znamení kříže. Když nejsou používány, jsou čotky většinou obmotány na levém zápěstí, aby i pak připomínaly, že je potřeba se modlit bez přestání. Když to není možné, mohou být také schovány v kapse, nikdy by však neměly viset na krku nebo být obmotány kolem pasu. Je to kvůli pokoře: nikdo by neměl dávat ostentativně najevo, že se modlí čotky.
Při postřižení pravoslavní monaši a monašky dostávají čotky za recitace těchto veršů:

Přijmi, bratře (sestro) (jméno), meč Ducha, který je slovem Božím (Efezským 6:17) abys v neustálé Ježíšově modlitbě měl(a) jméno Boží v duši, myšlenkách a srdci, a stále říkal(a): "Pane Ježíši Kriste, Synu Boží, smiluj se nade mnou hříšným (hříšnou)."

Pravoslavná tradice označuje čotky za meč Ducha, protože modlitba srdce pochází od Ducha svatého a je zbraní proti útokům Ďábla.
Hodinky a některé modlitby mohou být nahrazeny určitým počtem recitování Ježíšovy modlitby. Toho se dá využít tehdy, když není k dispozici modlitebník nebo z jiného důvodu nelze recitovat. Čotky pak slouží jako praktická pomůcka k počítání přednesených modliteb. Někteří mniši praktikující hésychasmus tuto substituci používají jako normu.
Jedno z pravidel, určujících náhradu za hodinky a modlitby Ježíšovu modlitbu říká:
Celý Žaltář: 6000 Ježíšových modliteb
Jedno kathisma z Žaltáře: 300 modliteb (100 za každou stasis)
Půlnočnice: 600
Utíreň: 1500
Malé hodinky: 1000;
Hodinky: 1500
Kánon nebo akathist k přesvaté Bohorodici: 500
V průběhu staletí vzniklo několik pravidel, která napomáhají denní modlitební praxi. Neexistuje však jedno univerzální pravidlo předepsané pro praktikování v celé Církvi. V některých z nich jsou předepsány poklony po každé modlitbě, nebo po určitém počtu modliteb.

## Historie
Historie čotek sahá k počátkům mnišství. První mniši, kteří začali odcházet do egyptských pouští, měli stanoveno každý den odrecitovat 150 žalmů. Protože řada mnichů neuměla číst, nemohli toto pravidlo splnit, takže se místo toho modlili Ježíšovu modlitbu.
Vynalezení čotek je připisováno svatému Pachomiovi, který žil ve čtvrtém století a sestrojil ho pro své bratry jako pomůcku k počítání modliteb a poklon. Původně mniši používali kamínky, které dávali do misky, to však bylo poměrně těžkopádné a těžko použitelné mimo mnišskou celu. Čotky umožnily modlit se Ježíšovu modlitbu bez přestání, uvnitř cely i venku, podle příkazu svatého Pavla: "Modlete se bez přestání" (1. Tesalonickým 5:17).
Metodu výroby čotek podle tradice přinesl sám otec mnišství, svatý Antonín Veliký. Pokaždé když se modlil Kyrie Eleison ("Pane, smiluj se – kratší podoba Ježíšovy modlitby"), vázal z knotů šňůrku – ale Ďábel mu ji neustále rozvazoval. Dostal však vidění Matky Boží, která mu ukázala, jak vázat uzlíky tak, aby neustále vytvářely znamení kříže. Díky tomu je každý uzlík čotek tvořen sedmi navzájem se protínajícími kříži. Ďábel je nemůže rozvázat, protože znamení kříže nemůže přemoci.